# Christian Bérard
Christian Bérard, noto anche con il nome di Bébé (Parigi, 20 agosto 1902 – 11 febbraio 1949), è stato un pittore e scenografo francese.

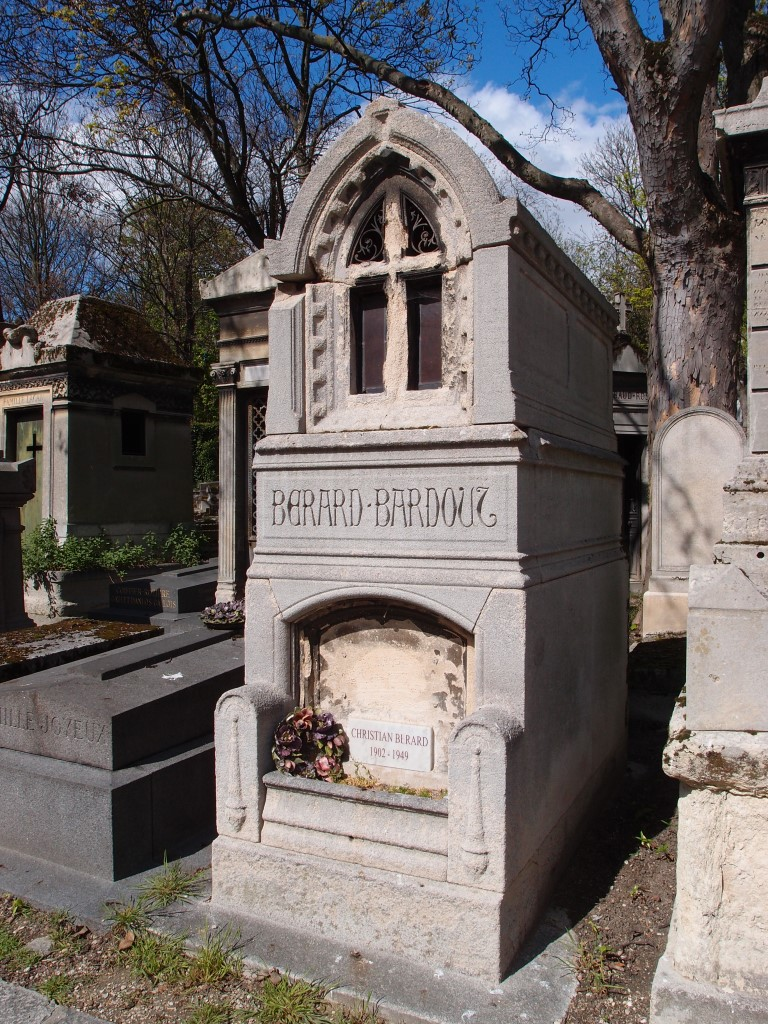
Tomba al cimitero di Père-Lachaise

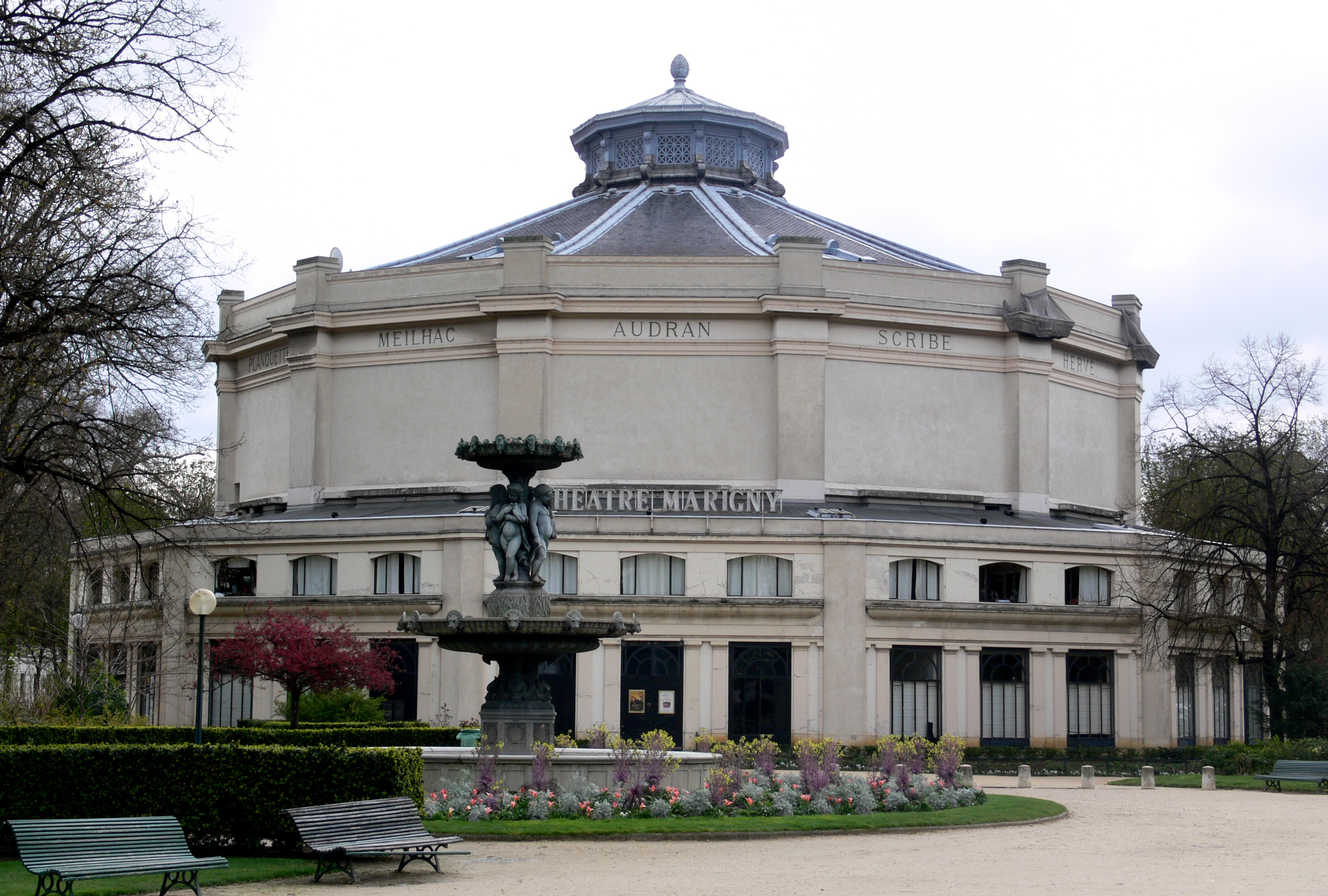
Teatro de Marigny

Bérard ed il suo compagno Boris Kochno, che fu segretario di Djagilev, fondatore dei  Balletti russi e cofondò i Ballets des Champs-Elysées, furono una delle coppie apertamente omosessuali più prominenti nel teatro francese negli anni trenta e quaranta.

## Biografia
Nacque a Parigi, figlio di un architetto, studiò dapprima al Lycée Janson de Sailly e successivamente, nel 1920, entrò nell'Académie Ranson, dove ricevette le influenze delle tendenze coloristiche di Édouard Vuillard e delle abilità grafiche di Maurice Denis. 
Nel periodo che intercorse fra le due guerre si avvicinò agli ambienti letterari e teatrali pronto a seguire e a proporre mode e idee. Esordì con la sua prima esposizione nel 1925, alla Galleria Pierre. Sin dagli inizi della sua carriera si interessò attivamente alle scenografie e ai costumi teatrali, e fissò importanti norme atte allo sviluppo del design artistico teatrale e della moda di quegli anni, al punto che si arrivò a parlare di uno "stile Bérard".
Nel 1926 espose alla galleria Eugene Druet e quattro anni dopo frequentò il gruppo di artisti "neo-umanisti", sostenuto dal critico Waldemar George, comprendente i fratelli Berman, Pavel Čeliščev, Kristians Tonny e Giuseppe Floch.
Lavorò anche con George Balanchine, insieme a lui e a Karinska, collaborò alla messa in scena della prima del balletto Cotillon, su musica di Emmanuel Chabrier, ideato per il Ballet Russe de Monte Carlo. 
Bérard lavorò a lungo, come illustratore, per Coco Chanel, Elsa Schiaparelli, e Nina Ricci. Il suo eclettismo lo portò ad oscillare da un settore a un altro e uno dei suoi lavori più riusciti fu la collaborazione artistica con Jean Cocteau nel film del 1946 intitolato "La bella e la bestia". Assieme a Jean Cocteau e a Louis Jouvet realizzò La Machine infernale (1934), L'École des femmes (1935), oltre che La Folle de Chaillot di Jean Giraudoux (1945), Les Bonnes di Jean Genet (1947) e Dom Juan di Molière (1948).
Dopo aver lavorato occasionalmente con Vogue, nel 1935 iniziò un fedele rapporto di lavoro con questa rivista, che continuò fino al Natale 1948, poco prima della sua morte; celebri furono le sue illustrazioni inserite nell'edizione francese di Vogue, pubblicata subito dopo la liberazione. Collaborò anche con la rivista Harper's Bazaar,per la quale produsse illustrazioni. 
Poco incline alle correnti di avanguardia e innovative, aderì al neo-romanticismo figurativo, con l'esplicito intento di riportare le arti ad una dimensione umana, che qualche critico considerò l'indizio più di una aridità creativa che di una originalità espressiva. Dal punto di vista pittorico si mise in evidenza come ritrattista della Parigi colta e mondana.
Morì all'improvviso per un infarto all'età di 47 anni presso il Théàtre Marigny durante le fasi di preparazione dell'allestimento dell'opera teatrale Fourberies de Scapin.
A lui è dedicato lo Stabat mater del suo intimo amico e compositore Francis Poulenc.

## Principali creazioni
- 1930 : La Voix humaine di Jean Cocteau - scenografia
- 1932 : Cotillon, balletto sulle musiche d'Emmanuel Chabrier, coreografia di George Balanchine per i Ballet Russe de Monte Carlo - costumi e scenografia
- 1934 : La Machine infernale, di Jean Cocteau - costumi e scenografia
- 1935 : Margot, di Édouard Bourdet, costumi e scenografia
- 1936 : L'École des femmes, di Molière, messa in scena di Louis Jouvet - costumi e scenografia
- 1937 : L'Illusion comique, di Corneille, messa in scena di Louis Jouvet - costumi e scenografia
- 1938 : Le Corsaire, di Marcel Achard, messa in scena di Louis Jouvet - costumi e scenografia
- 1939 : Ondine, di Jean Giraudoux, messa in scena di Louis Jouvet - scenografia
- 1940 : Les Monstres sacrés, de Jean Cocteau, messa in scena di André Brulé - scenografia
- 1941 : La Jalousie du barbouillé, di Molière, messa in scena di Louis Jouvet - costumi e scenografia
- 1942 : Sodome et Gomorrhe, di Jean Giraudoux, messa in scena di Georges Douking - costumi e scenografia
- 1943 : Renaud et Armide, di Jean Cocteau, messa in scena di Jean Cocteau - costumi e scenografia
- 1945 :
  - La Folle de Chaillot, di Jean Giraudoux, messa in scena di Louis Jouvet - costumi e scenografia
  - L'Annonce faite à Marie, di Paul Claudel, messa in scena di Louis Jouvet - costumi e scenografia
- 1946 :
  - L'Aigle à deux têtes, di e messa in scena di Jean Cocteau - costumi
  - La Belle et la Bête, film di Jean Cocteau - costumi e scenografia
- 1947 :
  - Les Bonnes, di Jean Genet, messa in scena di Louis Jouvet - scenografia
  - Dom Juan, di Molière, messa in scena di Louis Jouvet - costumi e scenografia
  - La Fontaine de jouvence, di Boris Kochno, messa in scena di Jean-Louis Barrault - costumi e scenografia
  - Amphitryon, di Molière, messa in scena di Jean-Louis Barrault - costumi e scenografia
  - Thérèse Raquin di Émile Zola, messa in scena di Jean Meyer - costumi e scenografia
- 1949 : Partage de midi, di Paul Claudel, messa in scena di Jean-Louis Barrault - costumi